# Les flûtes de l'Empire Inca

Portada

Les flûtes de l'Empire Inca es un disco de estudio de Los Calchakis, grabado en 1975 con el sello francés ARION. Supone el volumen VII de la serie dedicada a la flauta india.
Para este año, Rodolfo Dalera abandona el conjunto y funda uno propio: Los Chaskis.

## Lista de canciones
| N.º | Título                   | Música                        | Duración |  |
| 1.  | «Lima morena»            | Lambaré                       |          |  |
| 2.  | «Kacharpari»             | Jorge Milchberg y Huirse      |          |  |
| 3.  | «Presencia lejana»       | H. Miranda y A. Mª. Miranda   |          |  |
| 4.  | «Vuelta y vuelta»        | A. Mª Miranda                 |          |  |
| 5.  | «Triste tondero»         | folklore arr. A. Mª Miranda   |          |  |
| 6.  | «El canto del cúculi»    | Eduardo Carrasco              |          |  |
| 7.  | «Rondador»               | H. Miranda y Sergio Arriagada |          |  |
| 8.  | «Campanas a Mauro Núñez» | Sergio Arriagada              |          |  |
| 9.  | «Mis recuerdos»          | J. Salinas                    |          |  |
| 10. | «Puñales»                | Gonzalo Benítez               |          |  |
| 11. | «Mis perritas»           | H. Miranda y A. Mª. Miranda   |          |  |
| 12. | «Kena y siku»            | H. Miranda y Sergio Arriagada |          |  |
| 13. | «Huamachuco»             | folklore                      |          |  |
| 14. | «Despedida»              | Édgar "Yayo" Joffré           |          |  |

## Integrantes
- Héctor Miranda
- Nicolás Pérez González.
- Fernando Vildozola.
- Sergio Arriagada.
- Osvaldo Montes.